# الاحتفال بعيد الأضحى في نيجيريا
عيد الأضحى من الاعياد التي يحتفل بها مسلمون في نيجيريا. وهو عيد إسلامي لإحياء ذكرى استعداد نبي الله إبراهيم لاتباع أمر الله للتضحية بابنه إسماعيل. المسلمون في جميع أنحاء العالم يراقبون هذا الحدث الذي يقع يوم 10 ذو الحجة بعد انتهاء وقفة يوم عرفة. وهو يوم عطلة في نيجيريا

## تاريخ
منذ دخول الإسلام في نيجيريا في القرون الماضية، بدأ المسلمون الاحتفال بعيد الأضحى الذي يقع في اليوم العاشر من ذي الحجة في كل سنة. ويطقلون عليه «عيد كبير» أو (بالهوسا: Babbar Salla). يحتفل به المسلمون في نيجيريا بأنواع من العبادات الطقوس التي تشتمل على الذهاب إلى المصلى صباحا، وذبح الأضحيات (تعتبر من أهم العبادات في ذلك اليوم)، وزيارة الأقارب والأصدقاء إلى جانب أمور أخرى.

## مظاهر الاحتفال بعيد الأضحى في نيجيريا

### الخروج إلى المصلى
يخرج المسلمون في نيجيريا ذكوراً وإناثاً بمختلف الأعمار إلى المصلى لأداء صلاة العيد؛ حيث يلبس أغلبهم ثياباً جديدة لإظهار الفرحة والسرور بحلول هذا اليوم الذي يعبتر من أهم الأيام في السنة الجهرية. ويؤدون هذه الصلاة بالقيام بركعتين بعد الإمام ومن ثم المكوث بالمصلى للاستماع إلى الخطبة من الإمام.

### ذبح الأضحية
بعد الفراغ من الصلاة والخطبة بعدها، يقوم الإمام بذبح أضحيته التي غالباً تكون في شكل خروف كبير أمام لجمهور المصلين. ويكون هذا الخروف (الكبش) متواجداً في المصلى قبل قيام الصلاة. وبعد أن يذبح الإمام أضحيته، يرجع المسلمون إلى ديارهم لذبح ما لديهم من الخرفان للتقرب إلى الله والاحتفال. وغالب ما يذبحه المسلمون في نيجيريا في عيد الأضحى هي الخرفان والتي تغلو أسعارها في هذا الموسم. ويقوم القليل من الميسورين منهم بذبح البقر والجمال.

### ركوب الخيول
بعدما تنتهي صلاة عيد الأضحى في المصلى، يخرج أمراء المدن في شمال نيجيريا على رأس جهمور المصلين والمشاهدين راكبين الخيول في غاية من الزينة والبهاء. وغالباً ما تكون هناك سباق الخيول أمام الأمير من قبل أفراد أسرة الحاكم والذين يملكون رغبة في ذلك. يطلق على هذا المشهد (Hawan Salla) بلغة الهوسا. ومن الولايات المشهورة بذلك ولاية كانو، وبوتشي.

### تقاسم من الذبيحة
يقوم المسلمون بمقاسمة ما ذبحوه من الأضحية يوم العيد مع الأقرباء والأصدقاء لتبادل السرور بمناسبة العيد. من المسلمين في نيجريا مَن يوزع اللحوم نيئا قبل طبخه، ولكم المشهور هو تقسيمه وتوزيعه بعد شوائه.